# Wolf Kahler
Wolf Kahler (født 3. april 1940 i Kiel) er en tysk skuespiller, der er mest kendt for sin rolle som Dietrich i Jagten på den forsvundne skat. Han har grundet sin højde (193 cm) og markante karaktertræk som blond hår og blå øjne ofte været castet til roller, hvor han skulle spille en nazist.

## Filmografi i udvalg
- Drengene fra Brasilien (1978)
- Jagten på den forsvundne skat (1981)
- Resten af dagen (1993)
- Kammerater i krig (2001)